# Giorgio Piamonti
Giorgio Piamonti (Firenze, 10 maggio 1899 – Roiate, 2 maggio 1966) è stato un attore italiano.

## Biografia
Figlio dell'attore toscano Emilio Piamonti debutta giovanissimo accanto al padre in palcoscenico, e successivamente nel cinema muto diretto da Ivo Illuminati nel film Automartirio prodotto dalla Elettra Raggio. Dotato di una voce caratteristica viene spesso chiamato presso varie ditte di doppiaggio dove lavorerà sino alla fine degli anni 50. Nel 1948 fa parte della ODI impresa di doppiaggio diretta a Roma da Carlo D'Angelo partecipando anche ad alcuni ridoppiaggi di film degli anni 30 dando la voce a Lionel Barrymore in vari film tra cui Pranzo alle otto e Grand Hotel.
Nel 1944-1945 durante la RSI, negli studi della Giudecca a Venezia lavorerà sia come attore che come doppiatore.
Nel 1946 viene scritturato in forma stabile dalla RAI sede toscana, per far parte della Compagnia di prosa di Firenze diretta da Umberto Benedetto nella quale reciterà in centinaia di commeide e radiodrammi.
Presente anche se saltuariamente nella prosa televisiva nel periodo iniziale.

## Filmografia
- Automartirio, regia di Ivo Illuminati (1917)
- Freccia d'oro, regia di Corrado D'Errico e Piero Ballerini (1935)
- La prigione, regia di Ferruccio Cerio (1942)
- Enrico IV, regia di Giorgio Pàstina (1943)
- L'ultimo sogno, regia di Marcello Albani (1944)
- Ritorno al nido, regia di Giorgio Ferroni (1944)
- Senza famiglia, regia di Giorgio Ferroni (1944)
- Rosalba, regia di Max Calandri e Ferruccio Cerio (1944)
- Il tiranno di Padova, regia di Max Neufeld (1946)
- La gondola del diavolo, regia di Carlo Campogalliani (1946)
- Una bruna indiavolata, regia di Carlo Ludovico Bragaglia (1951)
- La paura fa 90, regia di Giorgio Simonelli (1951)
- Cento piccole mamme, regia di Giulio Morelli (1952)
- Napoleone a Firenze, regia di Piero Pierotti (1962)

## Doppiaggio
- Lionel Barrymore nelle riedizioni anni '50 di Pranzo alle otto e Grand Hotel
- Takashi Shimura in Rashomon
- Samuel S. Hinds in Il ragazzo dai capelli verdi
- Michel Simon in La bellezza del diavolo
- Joe Besser in Africa strilla

## Prosa radiofonica Eiar
- La polizza 47, radiocommedia di Mario Buzzichini, regia di Alberto Casella, trasmessa il 21 marzo 1938
- Incantesimi agresti, commedia di Felj Silvestri, regia di Alberto Casella, trasmessa il 25 marzo 1938
- L'ultimo Lord, commedia di Ugo Falena, regia di Alberto Casella, trasmessa il 9 giugno 1938
- Il più forte, commedia di Giuseppe Giacosa, regia di Alberto Casella, trasmessa il 13 giugno 1938
- I dotti di Villa Triste, commedia di Santiago Rosinol, regia di Alberto Casella, trasmessa il 3 gennaio 1939
- Il centenario, commedia di S. J. Alvarez Quintero, regia di Alberto Casella, trasmessa il 5 gennaio 1939
- Jack emigra, commedia di Gino Rocca, regia di Alberto Casella, trasmessa il 29 gennaio 1939

## Prosa radiofonica Rai
- L'armadietto cinese, commedia di Aldo De Benedetti, regia di Guglielmo Morandi, trasmessa il 17 ottobre 1949
- Tutto per bene, di Luigi Pirandello, regia di Guglielmo Morandi, trasmessa il 26 dicembre 1949.
- La campana rubata, radiocommedia di Cesare Meano, regia di Guglielmo Morandi, trasmessa 11 maggio 1950
- Giovanna D'Arco di Charles Péguy, regia di Anton Giulio Majano, trasmessa il 15 maggio 1950.
- La gelosa, commedia di André Bisson, regia di Guglielmo Morandi, trasmessa il 19 giugno 1950
- Liolà, di Luigi Pirandello, regia di Alberto Casella, trasmessa il 23 gennaio 1953.
- Le anime morte, dramma di Nicolaj Gogol, regia di Pietro Masserano Taricco, trasmesso il 6 marzo 1953
- Il vino dell'assassino, di Raffaele Brignetti, regia di Marco Visconti, trasmessa il 16 aprile 1953
- Verso Damasco, di August Strindberg, regia di Umberto Benedetto, trasmessa 17 giugno 1954
- Disdegno per disdegno, di Agustin Moreto y Cabana, regia Corrado  Pavolini, trasmessa il 2 gennaio 1955
- L'incorruttibile, commedia di Hugo von Hofmannsthal, regia di Marco Visconti, trasmessa il 16 giugno 1955
- Tre topi grigi, di Agatha Christie, regia di Umberto Benedetto, trasmessa il 8 agosto 1955.
- La scommessa del diavolo di Franca Caprino, regia di Marco Visconti, trasmessa il 5 ottobre 1955.
- Minnie la candida, commedia di Massimo Bontempelli, regia di Alberto Casella, trasmessa il 13 marzo 1956.
- La torre sul pollaio di Vittorio Calvino, regia di Umberto Benedetto, trasmessa il 4 dicembre 1956.
- Il ritorno dalla villeggiatura, di Carlo Goldoni, regia di Guglielmo Morandi (1957)
- La rosa di zolfo, leggenda siciliana di Antonio Aniante, regia di Umberto Benedetto, trasmessa il 23 settembre 1957
- Il simulacro, commedia di Aldo Fetonte, regia di Amerigo Gomez, trasmessa il 18 giugno 1958
- Il brigante, di Giuseppe Berto, regia di Umberto Benedetto, trasmesso il 13 luglio 1962
- Un mondo mai visto, di Giuseppe Lanza, regia di Umberto Benedetto, trasmesso il 13 luglio 1962
- La polvere negli occhi, commedia Eugenio Labiche, regia di Umberto Benedetto, trasmessa il 31 marzo 1959
- Estuario, radiodramma in tre tempi di Arnaldo Boscolo, regia di Pietro Masserano Taricco, trasmessa il 22 ottobre 1959.
- Chiamata personale per il signor Brent, radiodramma di Agatha Christie, regia di Umberto Benedetto, trasmesso il 30 maggio 1961
- Pollo freddo, commedia di Augusto Novelli, regia di Umberto Benedetto, trasmessa il 9 gennaio 1961.
- Il processo per l'ombra dell'asino, di Friedrich Durrenmatt, regia di Umberto Benedetto, trasmessa il 15 gennaio 1961
- Nella bufera, commedia di Mignon Eberhart, regia di Umberto Benedetto, trasmessa il 20 novembre 1961
- Un casp per Joe Bridle, radiodramma di Franco Enna, regia di Umberto Benedetto, trasmesso il 13 febbraio 1963
- Estuario, commedia di Arnaldo Boscolo, regia di Pietro Masserano Taricco, trasmessa il 20 febbraio 1962
- Le belle sabine di Leonid Andreief, regia di Marco Visconti, trasmessa il 12 giugno 1963.
- La verità sul caso Motta, di Mario Soldati, trasmessa il 9 aprile 1965.

## Prosa televisiva
- Il matrimonio di Nikolaj Gogol, regia di Mario Ferrero, trasmessa il 19 febbraio 1954.
- Mani in alto di Guglielmo Giannini, regia di Claudio Fino, trasmessa il 23 luglio 1954.
- Congedo, regia di Amerigo Gomez, trasmessa l'11 maggio 1962.